# Callyna mystica
Callyna mystica är en fjärilsart som beskrevs av Walker 1858. Callyna mystica ingår i släktet Callyna och familjen nattflyn. Inga underarter finns listade i Catalogue of Life.